# Witold Gombrowicz
Witold Marian Gombrowiscz (født 4. august 1904, død 24. juli 1969) var en polsk romanforfatter og dramatiker. Hans værker er karakteriseret ved dyb psykologisk analyse med en god portion tilsatte paradokser samt en vis antinationalistisk tilgang.

## Debutroman
I 1937 udgav han sin første roman, Ferdydurke, som indeholdt mange af hans grundtemaer: Ungdom og umodenhed, skabelse af ens egen identitet gennem samspillet med andre og en ironisk-kritisk tilgang til de sociale klasser i det polske samfund og kultur. 

## Eftermæle
Det var først hen imod slutningen af sit liv, at han opnåede den brede popularitet, og er i dag betragtet som en af de mest fremtrædende figurer i polsk litteratur.